# Integrationsverket
Das Integrationsverket war eine schwedische Behörde mit Sitz in Norrköping. Sie wurde 1998 nach einem Beschluss des schwedischen Reichstags aus dem Jahre 1997 gegründet und mit Beschluss vom 8. März 2007 zum 30. Juni 2007 geschlossen und abgewickelt.
Ihre Aufgaben bestanden unter anderem darin, Wissen darüber anzusammeln und zu vermitteln, wie die Integration von Einwanderern in Schweden funktioniert, wie sie sich entwickelt und was zu ihrer Förderung getan wird. Auch sollte die Behörde die Gemeinden bei ihrer Integrationsarbeit unterstützen. Die Behörde war dem Justizministerium zugeordnet.
Die Aufgaben der Behörde wurden auf andere Behörden verteilt. Die meisten übernahmen das Migrationsverket und die Provinzbehörden der jeweiligen Läne.